# Gen dun

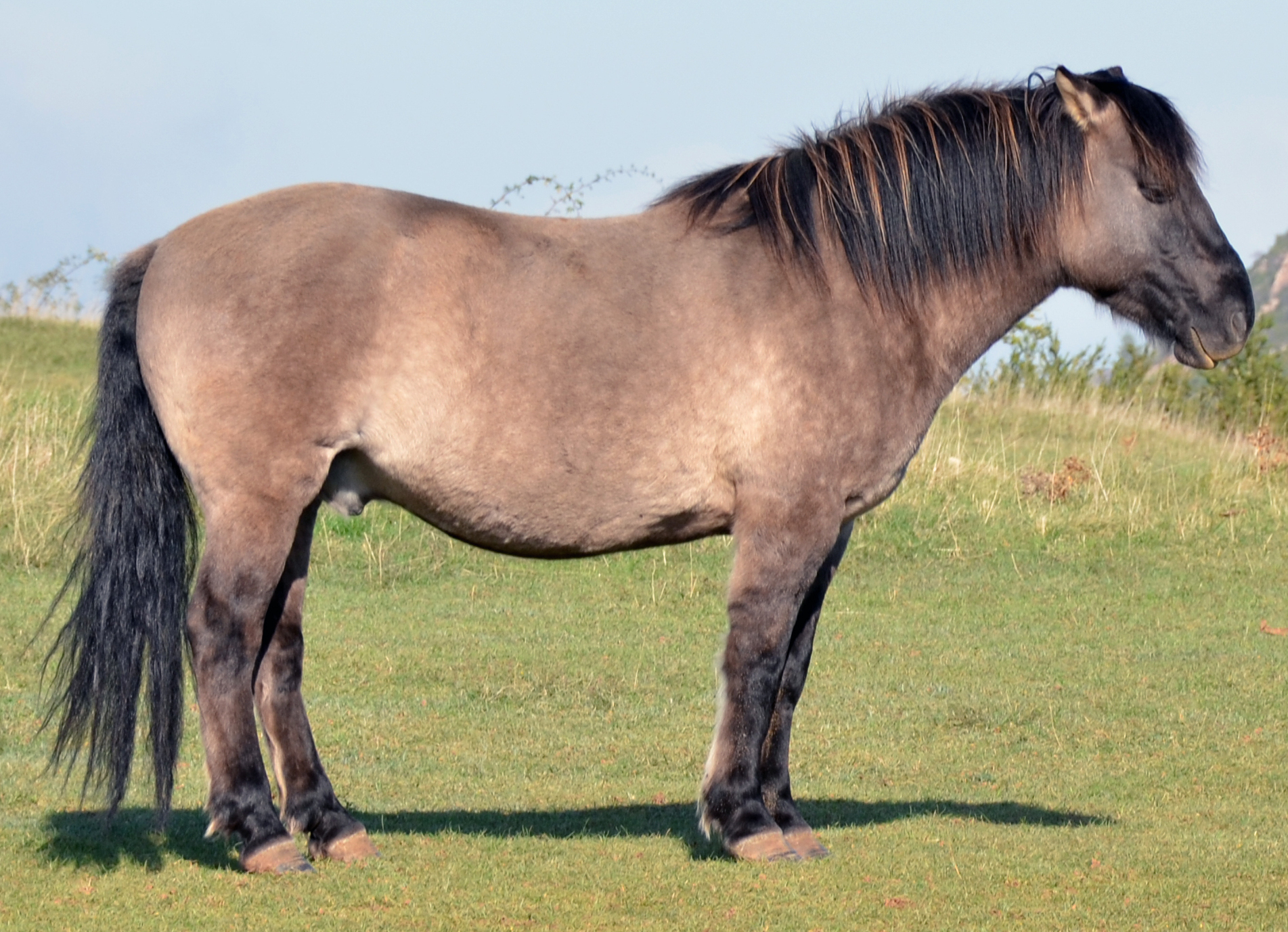

Dun es un gen que afecta a la dilución del color del pelaje. El alelo que expresa fenotípicamente dicho gen aparece en algunos caballos y en todas las demás especies de équidos. En los caballos produce una capa de tipo ancestral, que se caracteriza por la dilución del pigmento negro (eumelanina) y rojo (feomelanina) según un patrón específico, ocasionando una coloración característica que muestra rasgos primitivos llamados generalmente marcas primitivas: raya dorsal, cebraduras y otros.

## Terminología
El término Dun es anglosajón, y significa "pardo". Se utiliza internacionalmente para designar las capas que produce este gen, acompañándose del color base sobre el que actúa (Bay dun, black dun...). La lengua española tenía una rica terminología en cuanto a capas del caballo, debido al papel tan importante que jugó desde siempre el caballo en la historia de España. Sin embargo, la decadencia que sufrió el caballo, unido a la eliminación de la mayoría de  colores en el patrón racial del caballo español, produjo el abandono y olvido de muchos de estos términos, hasta el punto de que hoy en día se utiliza el término anglosajón para referirnos a estos colores. Sin embargo, las denominaciones españolas originales se conservan aún en muchos países de Latinoamérica. Incluso en Estados Unidos se utilizan muchos de estos antiguos términos españoles, como por ejemplo la palabra Grullo.

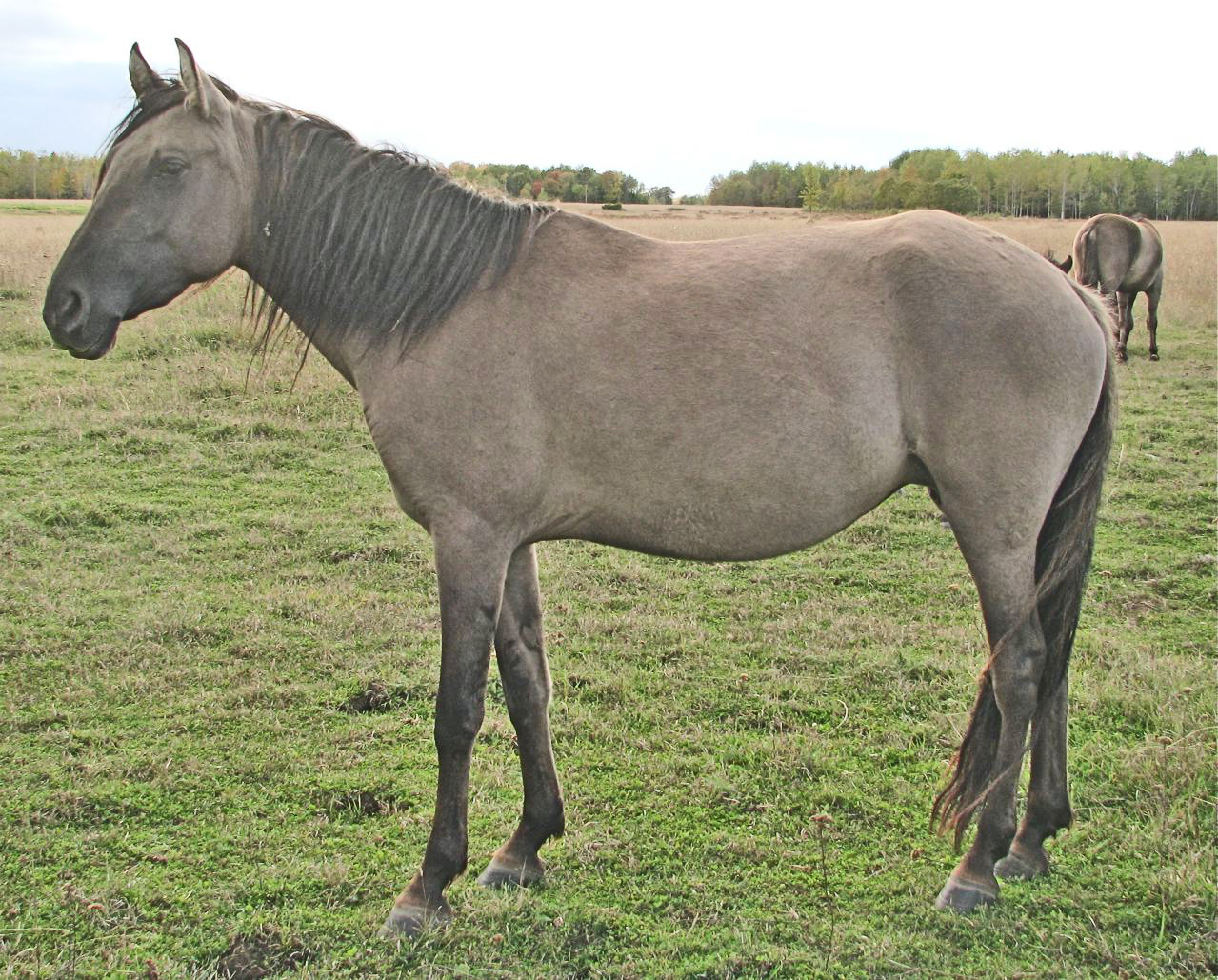
Ejemplar de color ratonero, cenizo o barroso

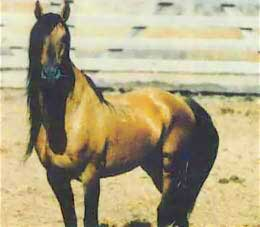
Ejemplar de color lobero o bayo

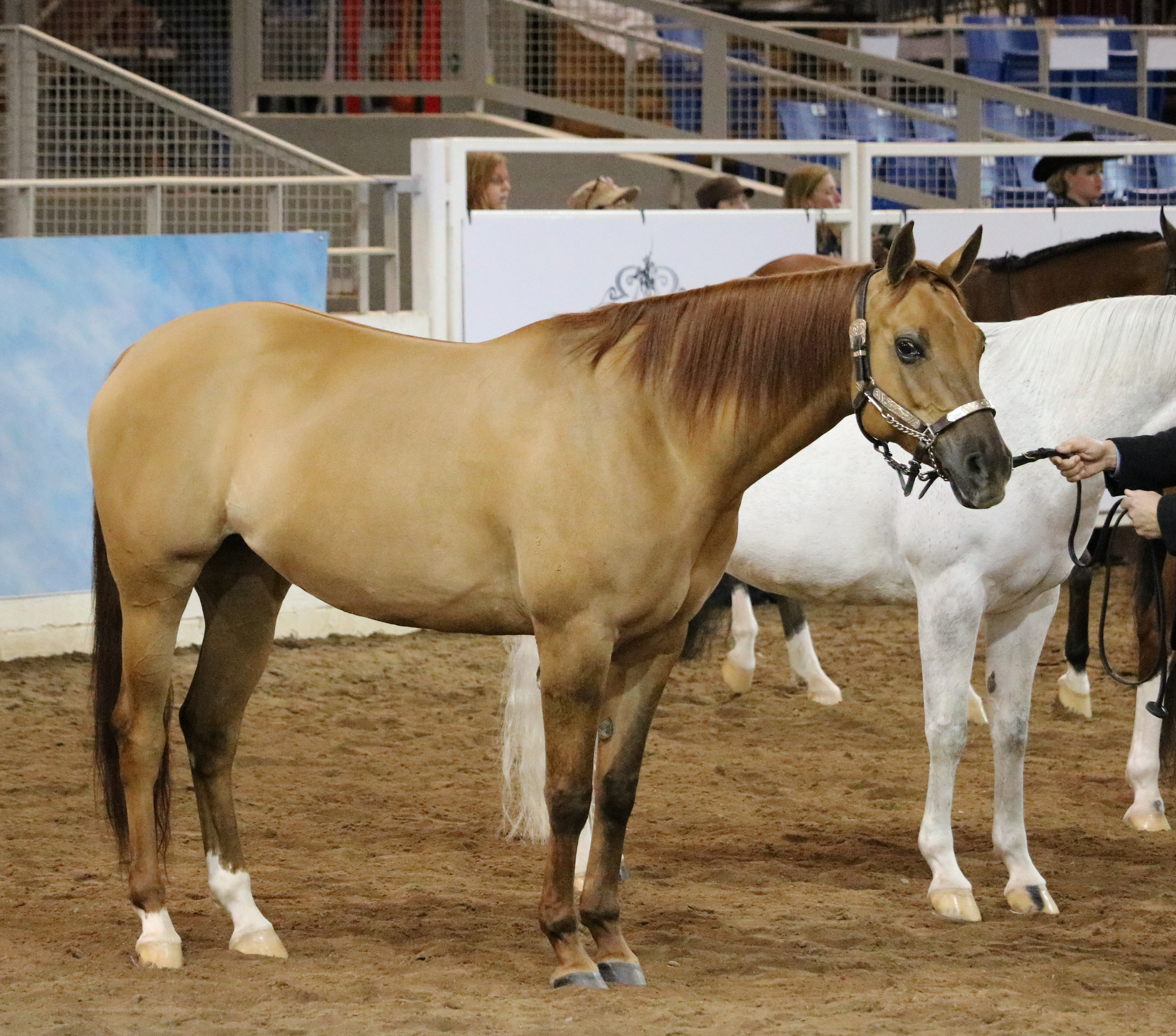
Ejemplar de color cervuno alazán claro

La dilución Dun actúa sobre los pelajes básicos, provocando las siguientes capas:
- Negro = Ratonero, pelo de rata, pardo, cenizo o barroso (Black dun o Grullo en inglés)
- Castaño = bayo o lobero (Bay dun, Classic dun o Zebra dun en inglés)
- Alazán = Cervuno[2] o alazán claro (Red dun en inglés)

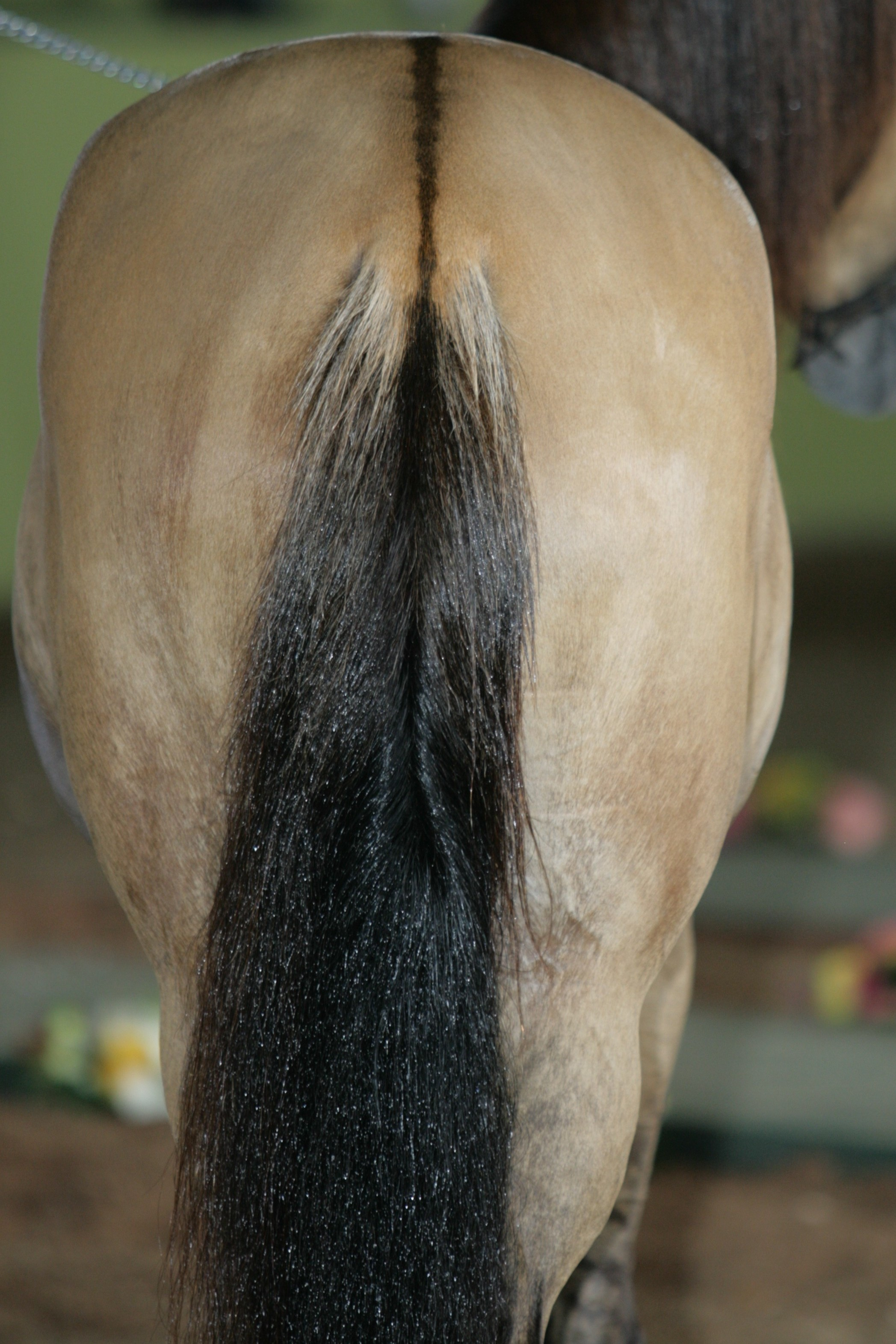
Raya de mulo y cebraduras en las patas

Los pelajes ratoneros tienen un color gris uniforme parecido al de la pizarra. La cola y la crin son de color claro con una banda negra interior. La raya dorsal (raya de mulo) es negra. La parte inferior de las patas es negra. En ocasiones, la zona que separa la parte superior de las patas (de color gris) y la parte inferior (de color negro), pueden presentar bandas transversales negras que se asemejan a las rayas de las cebras, denominándose cebraduras o gateados. Este color puede a veces llevar a confundirlo con el color gris de un caballo tordo (gen G). Sin embargo las diferencias son múltiples. El gris del pelaje ratonero está formado por pelos grises, todos del mismo color o de color similar, a diferencia del color tordo que se compone de pelos blancos mezclados con pelos pigmentados. El tono de un caballo dun no varía con la edad, al contrario que el color tordo, que se va aclarando con el tiempo hasta volverse blanco. Por último, los caballos con gen dun siempre presentan una raya dorsal negra definida.
Los caballos loberos o bayos tienen un pelaje amarillento muy similar a los verdaderos caballos bayos (gen Cr). Un rasgo distintivo es que los caballos loberos siempre presentan raya dorsal negra definida. También pueden presentar cebraduras y otras marcas primitivas.
Los caballos cervunos tienen un pelaje rojizo amarillento y las marcas primitivas presentan una tonalidad más intensa que la del cuerpo.

## Aspectos genéticos
Desde que se supuso la existencia de este gen, se sostuvo que se trataba de un gen con dos alelos, uno dominante (D) que producía la dilución dun, y uno recesivo (d) que no expresaba ninguna modificación en la capa. 
Sin embargo, un estudio genético realizado en 2016 descubrió que existían al menos tres alelos para este gen. Uno dominante (D) que produce el fenotipo citado, y dos alelos recesivos (d1 y d2) que no lo producen. El alelo dominante D es el más antiguo, estando presente en todos los demás équidos. El alelo d1 se estima que surgió hace al menos 40.000 años como una mutación recesiva de este. Comparte con él similitudes como la presencia de marcas primitivas, pero no diluye el pelaje. Finalmente el alelo d2 apareció en caballos domésticos como una mutación de d1 y en homocigosis no produce marcas primitivas en la capa. En los caballos que poseen un alelo recesivo de cada tipo (d1 y d2) las marcas primitivas aparecen con una tonalidad menos intensa que en los ejemplares con el gen d1 en homocigosis (d1d1) o el gen D. El descubrimiento de estos tres alelos explica viejas incógnitas como por qué ejemplares castaños o bayos sin antepasados con gen Dun presentaban marcas primitivas.

## Verificación de los alelos dun
Hay una prueba de verificación de los alelos dun basada en marcadores genéticos.